# لانچیا
لانچیا (به ایتالیایی: Lancia) شرکت خودروسازی ایتالیایی است، که در سال ۱۹۰۶ توسط وینچنزو لانچیا پایه‌گذاری شد و سپس در سال ۱۹۶۹ توسط شرکت خودروسازی فیات خریداری شد.
شرکت لانچیا به‌خاطر تولید خودروهای ممتاز و نیز خودروهای ویژه رالی شناخته شده‌است. محصولات لانچیا معمولاً به‌عنوان خودروهای لوکس و گران‌قیمت شناخته می‌شوند.
لانچیا در رقابت‌های رالی جهانی موفق شد ١٠ قهرمانی تیمی بدست آورد و (با این وجود که تا از سال ١٩٩٣ از این رقابت‌ها کناره گرفت) تاکنون پر افتخارترین تیم شرکت‌کننده در تاریخ این مسابقات شناخته می‌شود.

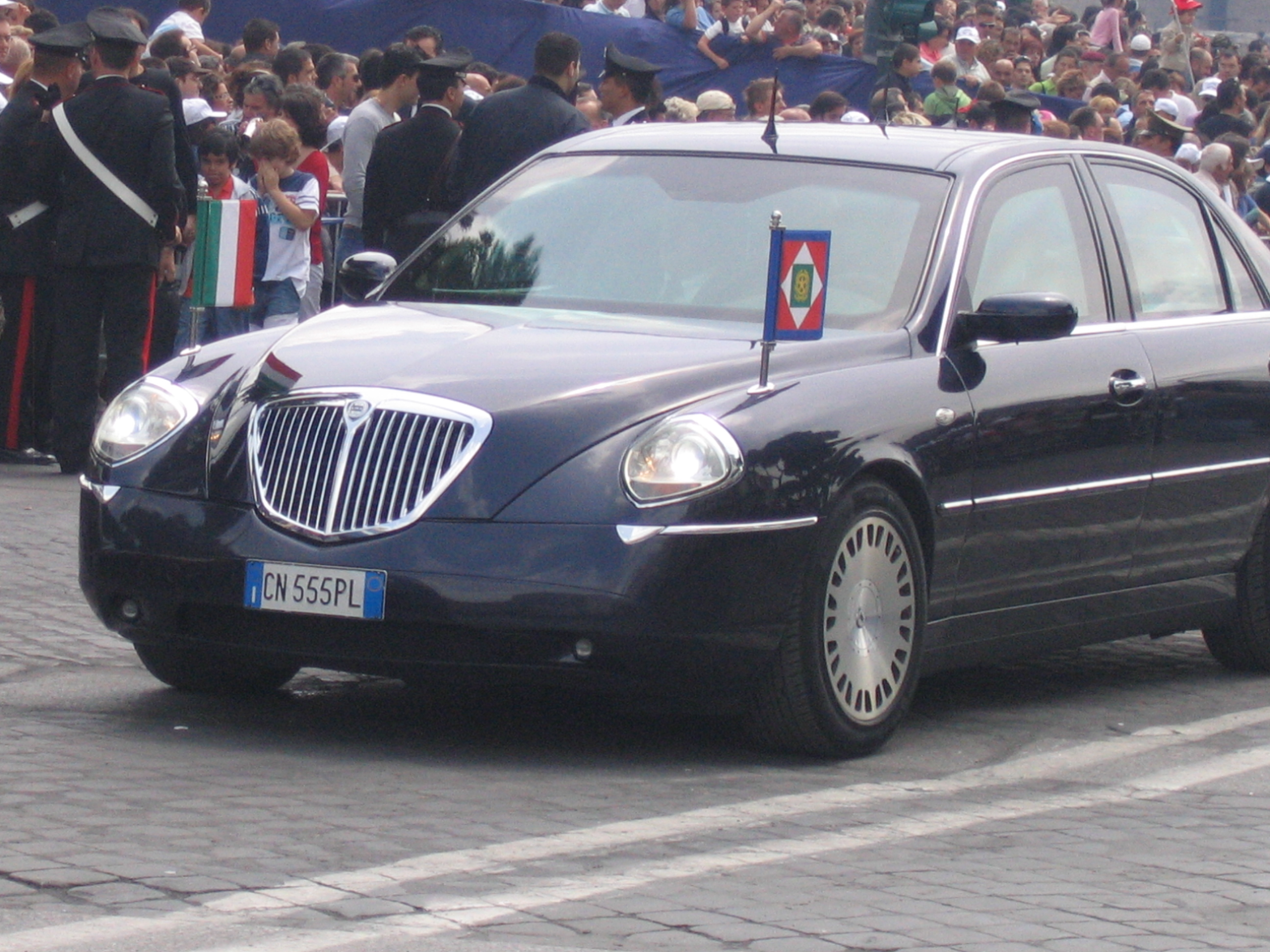